# Утирик
Утирик (Кутузова) (англ. Utirik, Utrik, марш. Utrōk [u̯u͡ɯdˠ(ɯ)rˠɤk]) — атолл из 10 островов в Тихом океане (цепь Ратак). Площадь сухопутной части составляет 2,43 км², вместе с прилегающей лагуной 57,76 км².
Согласно западным источникам, открыт 29 декабря 1527 года А. де Сааведра на корабле «Флорида». Согласно российским источникам, открыт в мае 1816 года русской экспедицией на бриге «Рюрик» под командованием О. Е. Коцебу, который назвал его в честь М. И. Кутузова.
Население атолла составляет 435 человек (2011); это один из наиболее северных островов Маршалловых Островов с постоянным населением.

## История
21 мая 1816 года с салинга брига «Рюрик» матрос заметил цепь островков соединенных коралловыми рифами. Острова оказались обитаемыми, местные жители, которых Коцебу описал похожими на малайцев, приплыли навстречу «Рюрику» на двух больших лодках и проявили живейшее любопытство при виде большого судна. Из-за того, что атолл был окружен рифами, Коцебу не стал высаживаться на сушу, а картографировав острова атолла и при помощи астрономических наблюдений определив его точное положение, отправился исследовать расположенный рядом атолл, получивший название атолл Суворова (Така).